# Departament de San Javier (Misiones)
San Javier és un dels disset departaments en els quals es divideix la província de Misiones, a l'Argentina.
Limita amb els departaments de Concepción, Leandro N. Alem, Oberá i amb la República Federativa del Brasil.
El departament té 640 km², equivalent a 2,1% del total de la província.
La seva població és de 19.187 hab. (cens 2001 INDEC).
Segons estimacions de l'INDEC l'any 2005 tenia 21.846 habitants.